# شرکت بامسئولیت محدود
شرکت با مسئولیت محدود (به انگلیسی: Limited company)، شرکتی است که سقف مسئولیت مالی اعضا یا شرکای خود را دارایی‌های خودِ شرکت (و نه دیگر دارایی‌های شرکای شرکت) می‌داند؛ مثلاً در برابر پرداخت خسارت و زیان بیش از توان مالی شرکت یا ورشکستگی (هرچند که مراحل اداری و قانونی ورشکستگی انجام گرفته‌باشد)، و آن به مقدار سرمایه‌ای که سرمایه‌گذاران در آن سرمایه‌گذاری کرده یا تضمین کرده‌اند محدود شده است. این شرکت‌ها از دیدگاه سهام یا تضمین محدود شده‌اند. شرکت‌های با مسئولیت محدودشده به «شرکت‌های عمومی» و «شرکت‌های خصوصی» تقسیم شده‌اند: این‌که چه کسی در یک شرکت خصوصی با مسئولیت محدود می‌تواند عضو باشد، بر اساس قانون، توسط قوانین خود آن شرکت تعیین و محدود می‌گردد، مانند: (شریک الف ۴ سهم، شریک ب ۵ سهم، کارگران و کارمندان شرکت ۱ سهم. تعداد سهام شرکت: ۱۰ سهم). در تضاد با یک شرکت خصوصی با مسئولیت محدود، شرکت عمومی با مسئولیت محدود قرار دارد؛ هر کسی می‌تواند در یک شرکت سهامی عام سهام آن را خریداری کند.
شرکت‌های با مسئولیت محدود را در بسیاری از کشورهای جهان می‌توان یافت، هرچند که جزئیات دقیق قوانین حاکم بر آن‌ها به‌طور گسترده‌ای با هم متفاوت است. همچنین، به‌طور سنتی معمول است که برای تمایز نوع شرکت‌ها برای طرف‌های دادوستد، نوع ثبت شدهٔ شرکت‌ها همیشه به دنبال نام شرکت آورده شود. برای همهٔ شرکت‌هایی که نامحدود نیستند: در ایالات متحدهٔ آمریکا اختصار کلیِ (آی‌اِن‌سی Inc)؛ سرواژهٔ (incorporated دارای شخصیت حقوقی گردانیده‌شده) به کار می‌رود. در آلمانی (آگ AG) سرواژهٔ (شرکت سهامی AKTIENGESELLSCHAFT)، در بریتانیا از (پی‌ال‌سی PLC) یا (اِل‌تی‌دی Ltd)؛ سرواژه‌های (شرکت عمومی مسئولیت محدود Public Limited Company) و (شرکت خصوصی محدود Private Limited Company)، استفاده می‌شود.